# Hrubov
Hrubov est un village de Slovaquie situé dans la région de Prešov.

## Histoire
Première mention écrite du village en 1478.

## Démographie

### Évolution de la population
| Année:               | 1994. | 2004.   | 2014.   | 2024.   |
| -------------------- | ----- | ------- | ------- | ------- |
| Nombre de personnes: | 568   | 534     | 492     | 464     |
| Différence:          |       | -5,98 % | -7,86 % | -5,69 % |

| Année:               | 2023. | 2024.   |
| -------------------- | ----- | ------- |
| Nombre de personnes: | 467   | 464     |
| Différence:          |       | -0,64 % |